# Kamthi
Kamthi (Kampti o Kamptee) és una ciutat i municipalitat del districte de Nagpur a Maharashtra a la confluència dels rius Kanhan, Pench i Kolar. La seva població segons el cens de 1991 era de 73.071 habitants i al cens del 2001 de 84.340 habitants. La població el 1872 era de 48.831 habitants, el 1881 de 50.987; el 1891 de 53.159 i el 1901 de 38.888.

## Història
Kampthi, amb el nom de Kamptee, fou fundada el 1821 pels britànics com a "cantonment" o camp militar per la força subsidiaria per Nagpur. Va sorgir una vila al sud-est del campament, que va esdevenir aviat un centre de comerç, fins a l'arribada del ferrocarril al final del segle quan les transaccions comercials es van concentrar a Nagpur (ciutat). La població va començar a descendir després de 1891. Amb el creixement de Nagpur al segle xx, Kamthi va acabar esdevenint al final del segle un virtual suburbi allunyat de Nagpur (a 17 km al nord-est). La ciutat compta amb uns 40 mesquites destacant la de Jama Masjid; altres temples destacats són el de Ram Mandir (del segle XIX), la Badi Masjid, la mesquita Kolsatal Mosque i el temple budista del Palau del Drac (de 1999) visitat per un milió de budistes a l'any. És la seu de la Officers Training Academy for National Cadets Corps, una academia d'oficials, i d'un regiment, el més antic de l'Índia, la Brigada dels Guàrdies.